# Internacia Komunista Esperantista Kolektivo
Das Internacia Komunista Esperantista Kolektivo (IKEK, deutsch: Internationales Kommunistisches Kollektiv von Esperantisten) ist eine internationale Vereinigung von Menschen, die sich selbst als Kommunisten bezeichnen, unabhängig davon, ob sie Mitglied einer politischen Partei (etwa einer kommunistischen) sind oder nicht.
Das Organ dieses Kollektivs ist die Zweimonatszeitung Internaciisto, ihr Chefredakteur ist Luís Serrano Pérez.
Das Abonnement dieser Zeitung gilt als Mitgliedsbeitrag für das oben genannte Kollektiv.